# Emma Ribom
Emma Sofia Ribom (Kalix, 29 november 1997) is een Zweedse langlaufster. Ze vertegenwoordigde haar vaderland op de Olympische Winterspelen 2022 in Peking.

## Carrière
Bij haar wereldbekerdebuut, in maart 2019 in Oslo, scoorde Ribom direct wereldbekerpunten. In december 2019 behaalde ze in Lenzerheide haar eerste toptienklassering in een wereldbekerwedstrijd. In januari 2021 stond de Zweedse in Val di Fiemme voor de eerste maal in haar op het podium van een wereldbekerwedstrijd. Op de wereldkampioenschappen langlaufen 2021 in Oberstdorf eindigde Ribom als veertiende op de 30 kilometer klassieke stijl en als achttiende op de 15 kilometer skiatlon. Tijdens de Olympische Winterspelen van 2022 in Peking eindigde ze als zesde op de sprint, als negentiende op de 10 kilometer klassieke stijl en als 29e op de 30 kilometer vrije stijl.
Op 25 november 2022 boekte de Zweedse in Ruka haar eerste wereldbekerzege. In Planica nam Ribom deel aan de wereldkampioenschappen langlaufen 2023. Op dit toernooi veroverde ze de zilveren medaille op de sprint en eindigde ze als negentiende op de 30 kilometer klassieke stijl. Samen met Jonna Sundling werd ze wereldkampioene op de teamsprint, op de estafette legde ze samen met Ebba Andersson, Frida Karlsson en Maja Dahlqvist beslag op de bronzen medaille.

## Resultaten

### Olympische Winterspelen
| Jaar | Plaats | Resultaten                                                              |
| ---- | ------ | ----------------------------------------------------------------------- |
| 2022 | Peking | 6e Sprint (vrije stijl) 19e 10 km klassieke stijl 29e 30 km vrije stijl |

### Wereldkampioenschappen
| Jaar | Plaats     | Resultaten                                                                                         |
| ---- | ---------- | -------------------------------------------------------------------------------------------------- |
| 2021 | Oberstdorf | 18e 15 km skiatlon 14e 30 km klassieke stijl                                                       |
| 2023 | Planica    | Sprint (klassieke stijl) · 19e 30 km klassieke stijl · Teamsprint (vrije stijl) · 4×5 km estafette |

### Wereldbeker
Eindklasseringen
| Seizoen   | Algm | DI  | SP  | TdS |
| --------- | ---- | --- | --- | --- |
| 2018/2019 | 97e  | 84e | 75e | –   |
| 2019/2020 | 23e  | 23e | 20e | –   |
| 2020/2021 | 17e  | 18e | 15e | 29e |
| 2021/2022 | 24e  | 34e | 13e | –   |
| 2022/2023 | 17e  | 29e | 12e | –   |

Wereldbekerzeges individueel
| Nr. | Datum            | Plaats      | Onderdeel                |
| --- | ---------------- | ----------- | ------------------------ |
| 1.  | 25 november 2022 | Ruka        | Sprint (klassieke stijl) |
| 2.  | 3 december 2022  | Lillehammer | Sprint (vrije stijl)     |
| 3.  | 24 november 2023 | Ruka        | Sprint (klassieke stijl) |
| 4.  | 9 december 2023  | Östersund   | Sprint (klassieke stijl) |

Wereldbekerzeges team
| Nr. | Datum           | Plaats    | Onderdeel            | Teamgenoten                 |
| --- | --------------- | --------- | -------------------- | --------------------------- |
| 1.  | 3 december 2023 | Gällivare | 4 × 7,5 km estafette | Lundgren / Andersson / Ilar |